# Русне (місто)
Русне (лит. Rusnė) — містечко у Шилутському районі Литви, адміністративний центр Руснеського староства. Головний центр рибальства у Куршській затоці та низовинні Нямунаса. Історичний центр міста включено до Реєстру культурних цінностей Литовської Республіки, охороняється державою (код 2933).

## Етимологія
Назва населеного пункту сформувалась від іменування одного з рукавів Нямунаса, Русне. Назва походить від слова «русноти» (rusnosti) — повільна течія.

## Географія
Місто розташовано на однойменному острові, найбільшому в дельті Нямунаса. У тому місці річка розділяється на два великих рукави — глибоководний Скірвіте, яким проходить російсько-литовський кордон, і мілководний Атмата, а також безліч інших дрібних проток, що впадають у Куршську затоку Балтійського моря. Частина Русне розташована нижче за рівень моря та є найнижчою точкою Литви.
У місті є річкова пристань. Міст, зведений 1974 року, з'єднує населений пункт з Шилуте (дорога KK206). До 1944 року існував міст, що з'єднував Русне з лівим берегом Німана. Його зруйнували німецькі війська, що відступали, після того не відновлювався. За 10 км від Русне розташована залізнична станція Шилуте.

## Історія
Найбільш рання згадка про Русне у письмових джерелах датована 1365 роком, коли великий магістр Тевтонського ордену Вінріх фон Кніпроде дозволив жителям Клайпеди будівництво, розведення тварин і вирубку лісу на острові. Близько 1419 року було засновано Руснеську волость, збудовано церкву та пасторський дім.
1422 року за підсумками Мельнського миру Русне стало територією Тевтонського ордену. То було торгове місто, де відбувався комерційний обмін між Литвою та прусаками.
1583 року створено парафіяльну школу, діяв ринок. У XVII столітті місто сильно постраждало під час Північної війни. 1674 року було засновано молочну ферму та броварню. У 1709—1710 роках сталась епідемія чуми. 1750 року в Русне проживали 4254 жителі. Місто також постраждало під час Семирічної війни. Зростання та розвиток Русне почались після 1759 року, коли почала розвиватись торгівля деревиною.
1809 року було зведено кам'яну была построена каменная Євангелістсько-лютеранську церкву. У XIX столітті почалось будівництво парових лісопилок. До початку XX століття в місті діяли окружна судова палата, пошта, телефон і телеграф, середня школа, три готелі, 7 ресторанів, 2 фінансові установи, лікеро-горілчаний завод, 3 винокурні, 10 лісопилок, броварня, 2 млина, 3 судноплавних агентства, 3 кузні, 5 вантажних компаній, склади, пекарні тощо.
1919 року за Версальським договором Русне перейшов до так званого Клайпедського краю, що первинно перебував під управлінням французів. У січні 1923 року литовські добровольці зайняли той район, а за рік Ліга Націй передала Клайпедський край Литві як автономний район. У березні 1939 року Русне знову перейшов під німецьке управління. У жовтні 1944 року місто зайняли частини Червоної армії, більшість населення залишила Русне. Від 1946 до 1990 року був у складі Литовської РСР, а від 1991 — у складі незалежної Литви. 1949 року до складу Русне було включено село Скірвітеле. Від 1995 року є адміністративним центром Руснеського староства.
1 липня 2005 року президент Литви особливим декретом затвердив герб міста.

## Економіка
Традиційно основним заняттям місцевих жителів є розведення та ловля риби, є також рибопереробний завод, ремонтують річкові судна. Для захисту від повеней на території Русне діє система польдерів, водопідйомних станцій і дамби, а береги рукавів Німану укріплені залізобетонними плитами. 1961 року створено рибне господарство, а 1962 відкрито іхтіологічну станцію.

## Населення
| Динаміка населення з 1875 по 2016 |      |      |      |          |      |          |          |          |
| 1875                              | 1880 | 1890 | 1925 | 1970пер. | 1976 | 1979пер. | 1989пер. | 2001пер. |
| 2135                              | 2124 | 2120 | 2872 | 2597     | 2700 | 2378     | 2138     | 1642     |
| 2011пер.                          | 2016 | -    | -    | -        | -    | -        | -        | -        |
| 1274                              | 1630 | -    | -    | -        | -    | -        | -        | -        |
| Гістограма динаміки населення     |      |      |      |          |      |          |          |          |

## Пам'ятки
- Євангелістсько-лютеранська церква (збудована 1809 року)
- Етнографічний музей
- Житлова забудова XIX століття

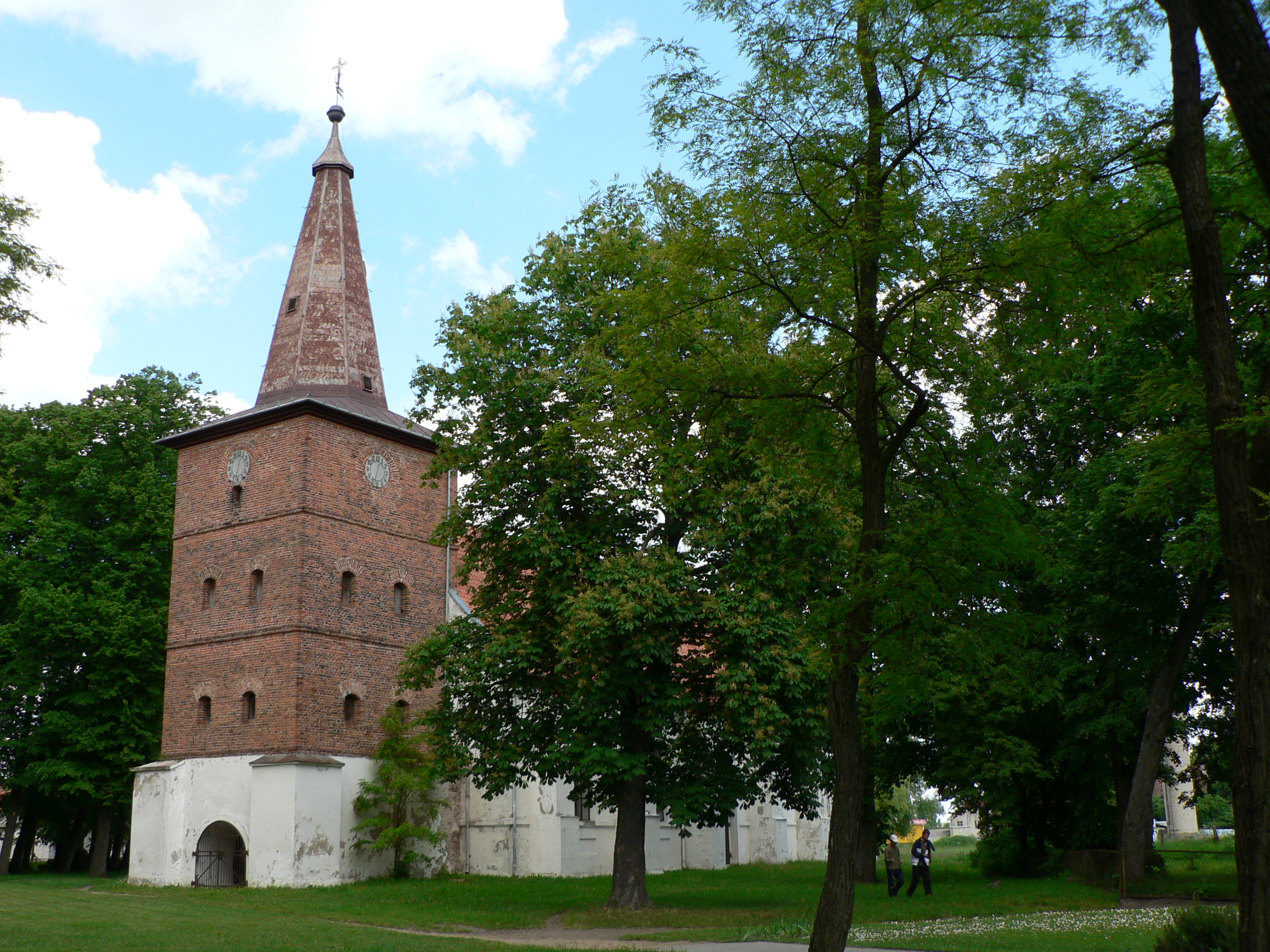
Євангелістсько-лютеранська церква
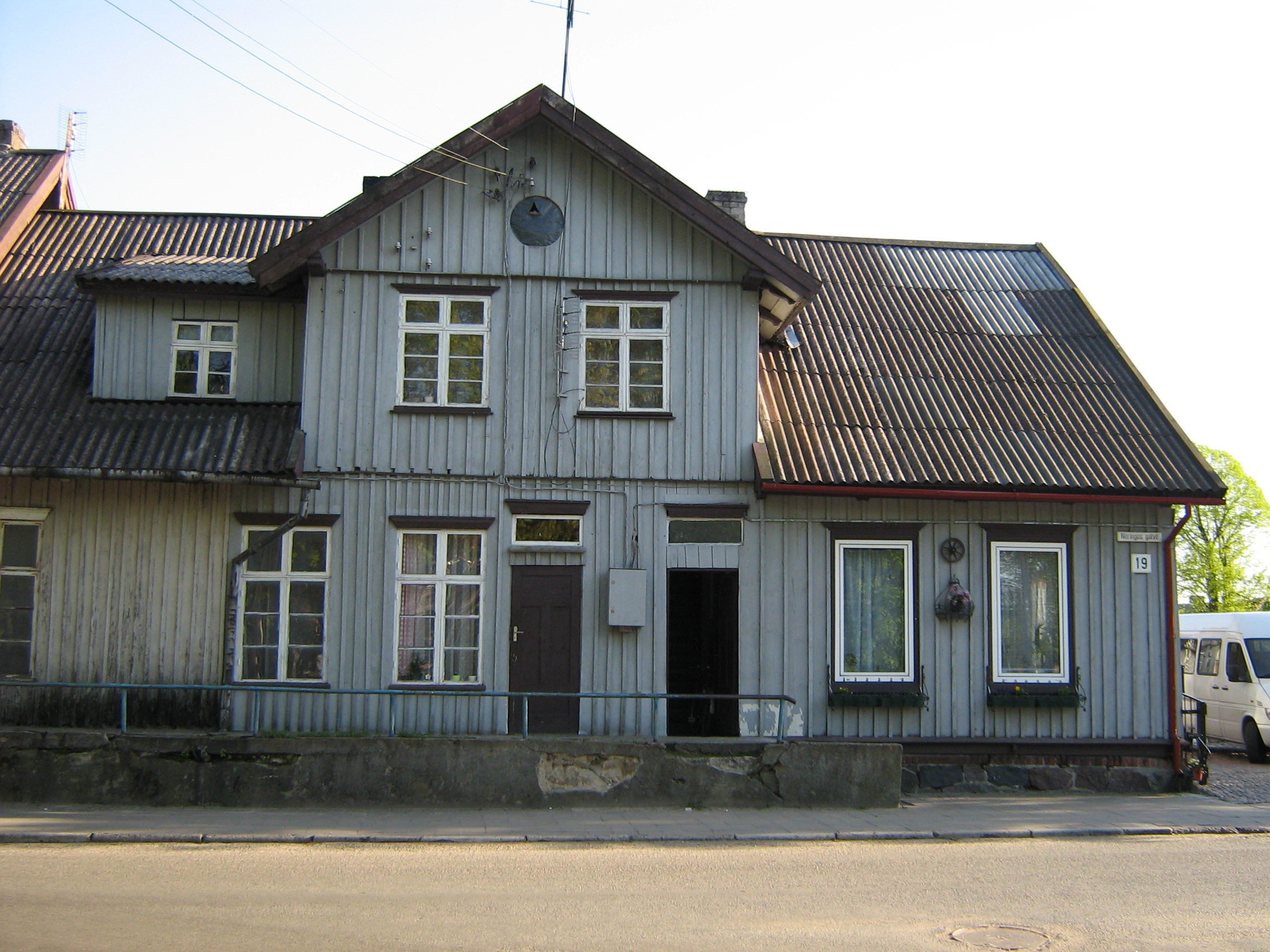
Будівля на центральному майдані
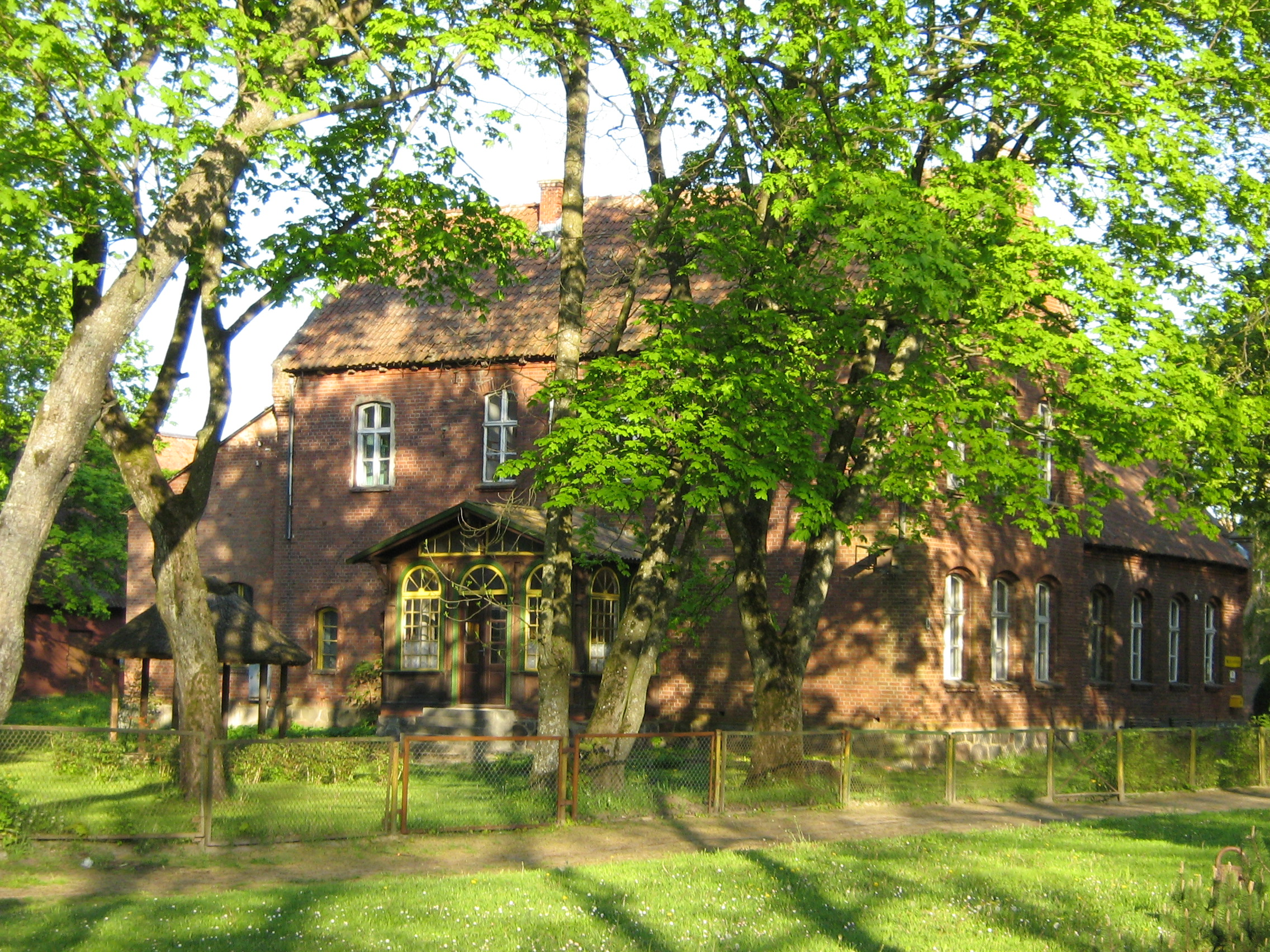
Пошта (колишній пасторський будинок)
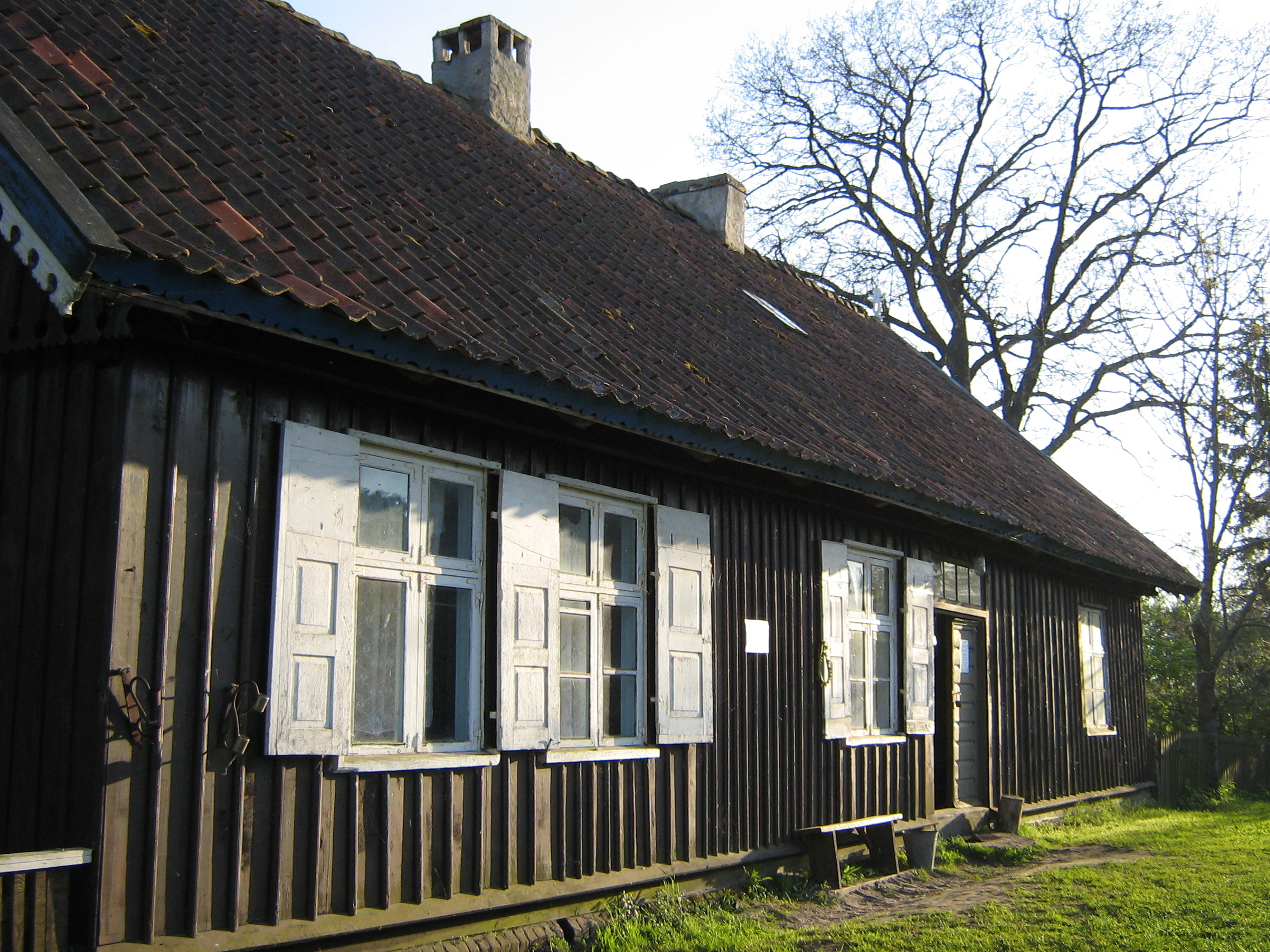
Етнографічний музей
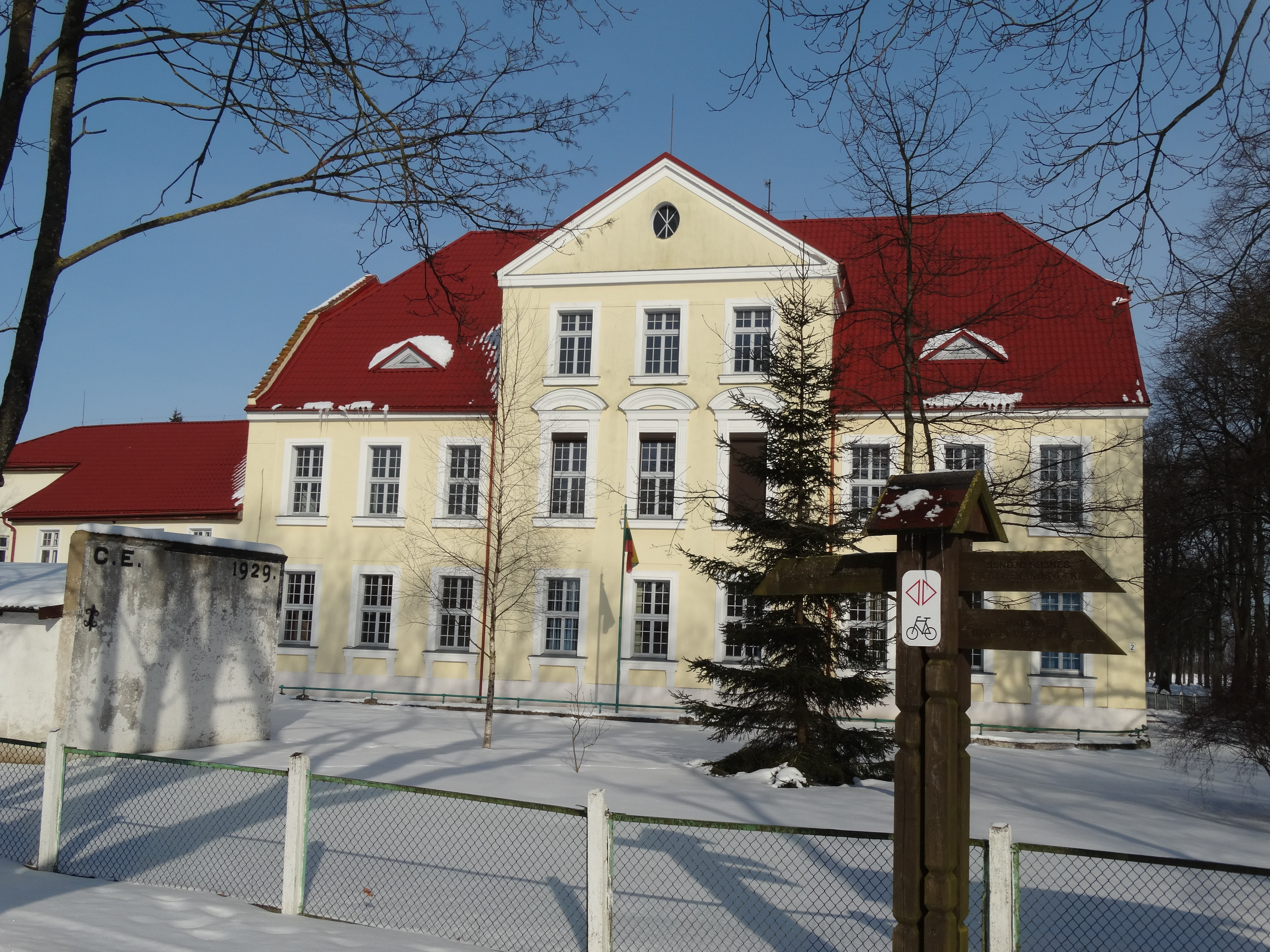
Руснеська спецшкола (колишня будівля суду)
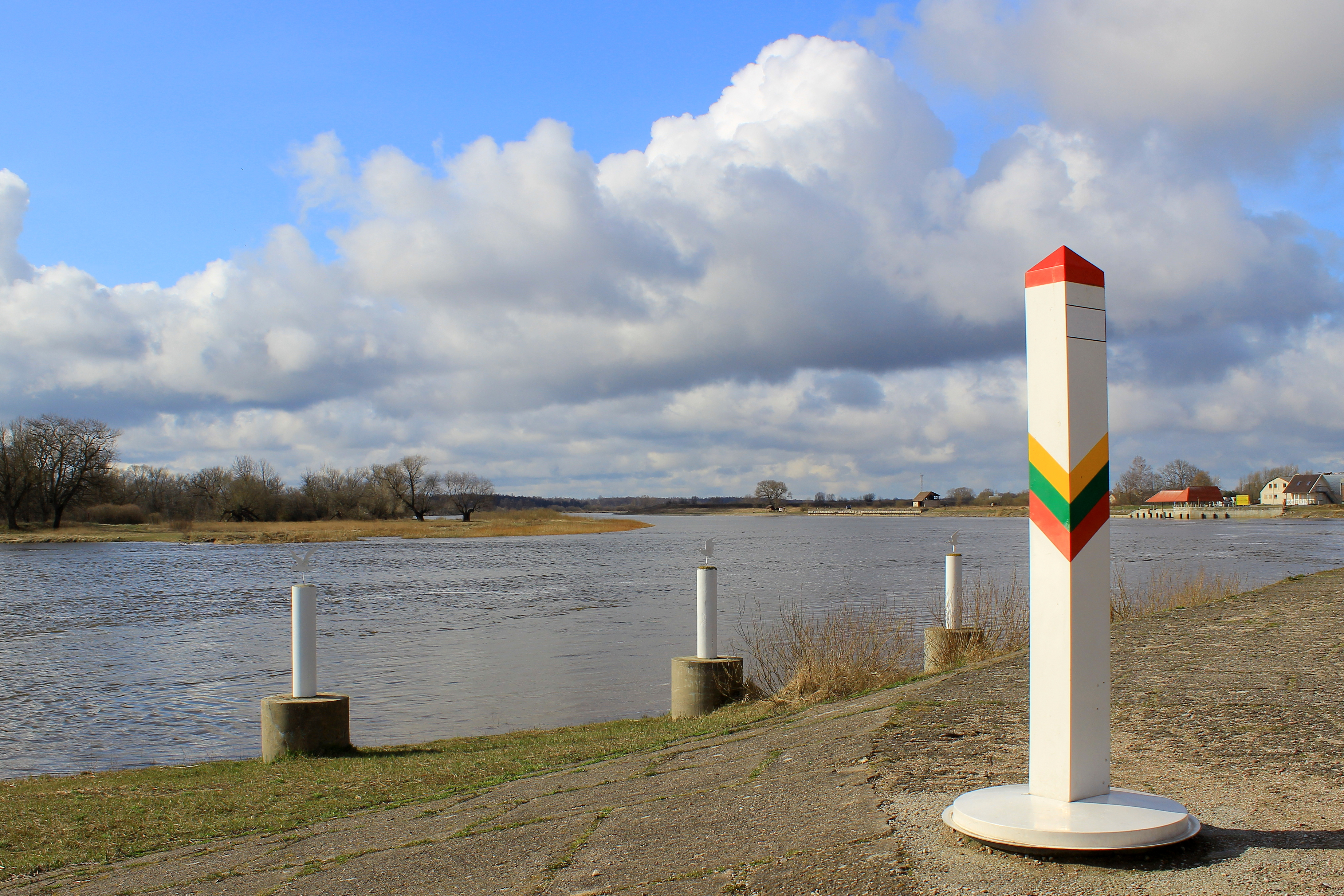
Прикордонний знак на березі Скірвіте